# Don't Gotta Work It Out
Don't Gotta Work It Out è il secondo singolo di Fitz and The Tantrums estratto dall'album Pickin' Up the Pieces, entrato nelle stazioni radiofoniche il 7 settembre 2011 in contemporanea col video.

## Classifiche
| Classifica (2011)  | Posizione più alta |
| ------------------ | ------------------ |
| Billboard US Adult | 40                 |